# Kornet (hodnost)

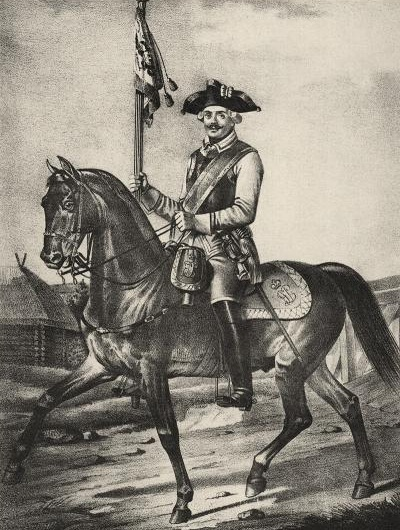
Kornet kyrysnického pluku ruské armády mezi lety 1756 a 1762

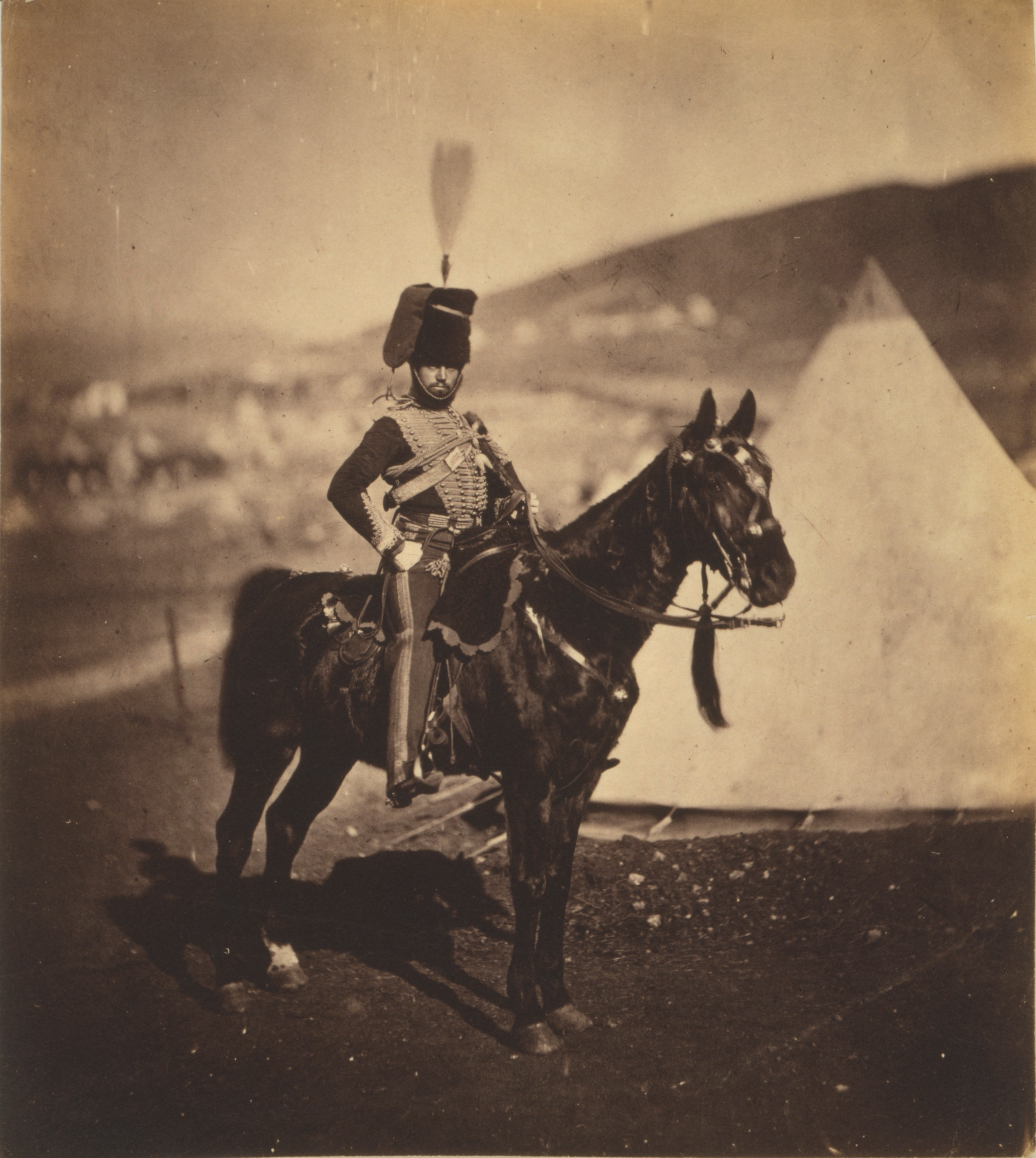
Kornet Henry Wilkin z 11. husarského pluku britské armády v roce 1855

Kornet je vojenská hodnost užívaná v minulosti u jezdectva. Ve vojenství se výraz užíval nejprve ve formě korneta, což byla jednotka jízdy, a potom přeneseně na jejího praporečníka. U jízdy to bývala nejnižší důstojnická hodnost, přičemž v současné době jí odpovídá hodnost poručíka. Nejbližší nižší hodností pod kornetem byl u pěchoty podporučík.
Hodnost korneta byla zavedena ve vícero armádách.

## Název
Korneta nebo jezdecká korneta byl v 17. a 18. století výraz pro oddíl kavalérie (obvykle 100–300 mužů), protože ji doprovázel hráč na kornet (nástroj podobný trubce, latinsky cornū, roh). Později se slovo kornet začalo vztahovat k pátému důstojníkovi kavalérie, který nesl prapor, nikdy však na samotného hráče na kornet.
Alternativní teorie tvrdí, že tento termín je odvozen od kornety – dámské čelenky s proužkem krajky visícím z ní po stranách.

## Dějiny

### Velká Británie
Hodnost byla používána v době anglické občanské války. Byla zrušena zákonem o reformě armády z roku 1871 a nahrazena poručíkem. Ačkoli jde o zastaralý termín, stále se tak neoficiálně nazývají poručíci britských armádních pluků Blues and Royals a Queen's Royal Hussars.

### Rusko
V carském Rusku byl kornet (корнет) praporčík v lehké kavalérii, hodnost hlavního velícího důstojníka gardových, armádních, ale i jiných jízdních jednotek, kromě dragounů Hodnost byla zavedena v jezdectvu carevnou Annou Ivanovnou v roce 1731, místo hodnosti praporčíka nebo fendrycha. Původně patřila do 14. třídy tabulky hodností. Kateřina II. ji zrušila a Pavel I. v roce 1796 obnovil. Od roku 1882 byla hodnost korneta rozšířena na celé jezdectvo, později byla zavedena v samostatných četnických sborech a u pohraniční stráže. Reformou z roku 1884 se hodnost přesunula do 12. platové třídy, ale zároveň, na rozdíl od armádního praporu, to byla povinně obsazovaná funkce. Korneti byli zařazeni do stejné třídy jako poručíci armády a měli stejné výložky, zatímco hodnost poručíka v kavalérii nebyla zřízena. Hodnost existovala do roku 1917 a v bělogvardějské armádě o něco déle.

### Spojené státy
Hodnost korneta byla zavedena v kontinentální armádě v americké válce za nezávislost Alexander Macomb měl původně hodnost korneta a nakonec se stal velitelem armády Spojených států. Hodnost byla zrušena v roce 1815.

### Nizozemsko
Hodnost (kornet) se používá v dělostřeleckých a jezdeckých divizích.

### Jižní Afrika
Hodnost polního korneta (veldkornet) nosili vyšší štábní důstojníci nebo jejich podřízení v nezávislých státech Transvaalu a Oranžském svobodném státu na konci 19. století v jižní Africe. Byli voleni dobrovolníky svého sboru na dobu tří let. V případě velkých jednotek bylo možné zvolit také pomocného polního korneta. Hodnost byla podobná nizozemskému použití v jezdeckých jednotkách, kterému se jízdní dobrovolníci nejvíce podobali. V Jihoafrické republice byla hodnost polního korneta užívána od roku 1960 do roku 1968.

### Jiné státy
Hodnost byla zavedena i v jízdních jednotkách jiných států, například v Dánsku (kornet) nebo Švédsku (kornett).